# Provincia di Pampanga
Pampanga è una provincia filippina situata nella regione di Luzon Centrale. Il suo capoluogo è San Fernando.

## Geografia antropica

### Suddivisioni amministrative
La provincia di Pampanga si compone di 1 città indipendente, 1 città componente e 20 municipalità.

#### Città indipendente
- Angeles (città altamente urbanizzata - HUC)

#### Città componente
- San Fernando

#### Municipalità
- Apalit
- Arayat
- Bacolor
- Candaba
- Floridablanca
- Guagua
- Lubao
- Mabalacat
- Macabebe
- Magalang
- Masantol
- Mexico
- Minalin
- Porac
- San Luis
- San Simon
- Santa Ana
- Santa Rita
- Santo Tomas
- Sasmuan